# Септемврийци (област Видин)
Вижте пояснителната страница за други значения на Септемврийци.
Септемврѝйци е село в Северозападна България. То се намира в община Димово, област Видин. Населението на селото е 280 души.
Село Септемврийци се намира в област Видин (Северозападна България) и е от съставните селища на община Димово. Отстои на 27.13 км източно от общинския център гр. Димово и на 4 км от главния път Видин-Лом. Съседни на с. Септемврийци са селата Ярловица и Добри дол. През селото преминава река Скомля, а само на 5 км северно е река Дунав, подходящи за отдих и риболов.

## Редовни събития
24 май селски събор и празник

## Население
Преброяване на населението през 2011 г.
Численост и дял на етническите групи според преброяването на населението през 2011 г.:
|                     | Численост | Дял (в %) |
| Общо                | 240       | 100,00    |
| Българи             | 238       | 99,16     |
| Турци               | 0         | 0,00      |
| Цигани              | 0         | 0,00      |
| Други               | 0         | 0,00      |
| Не се самоопределят | 0         | 0,00      |
| Неотговорили        | 0         | 0,00      |